# The Tivoli

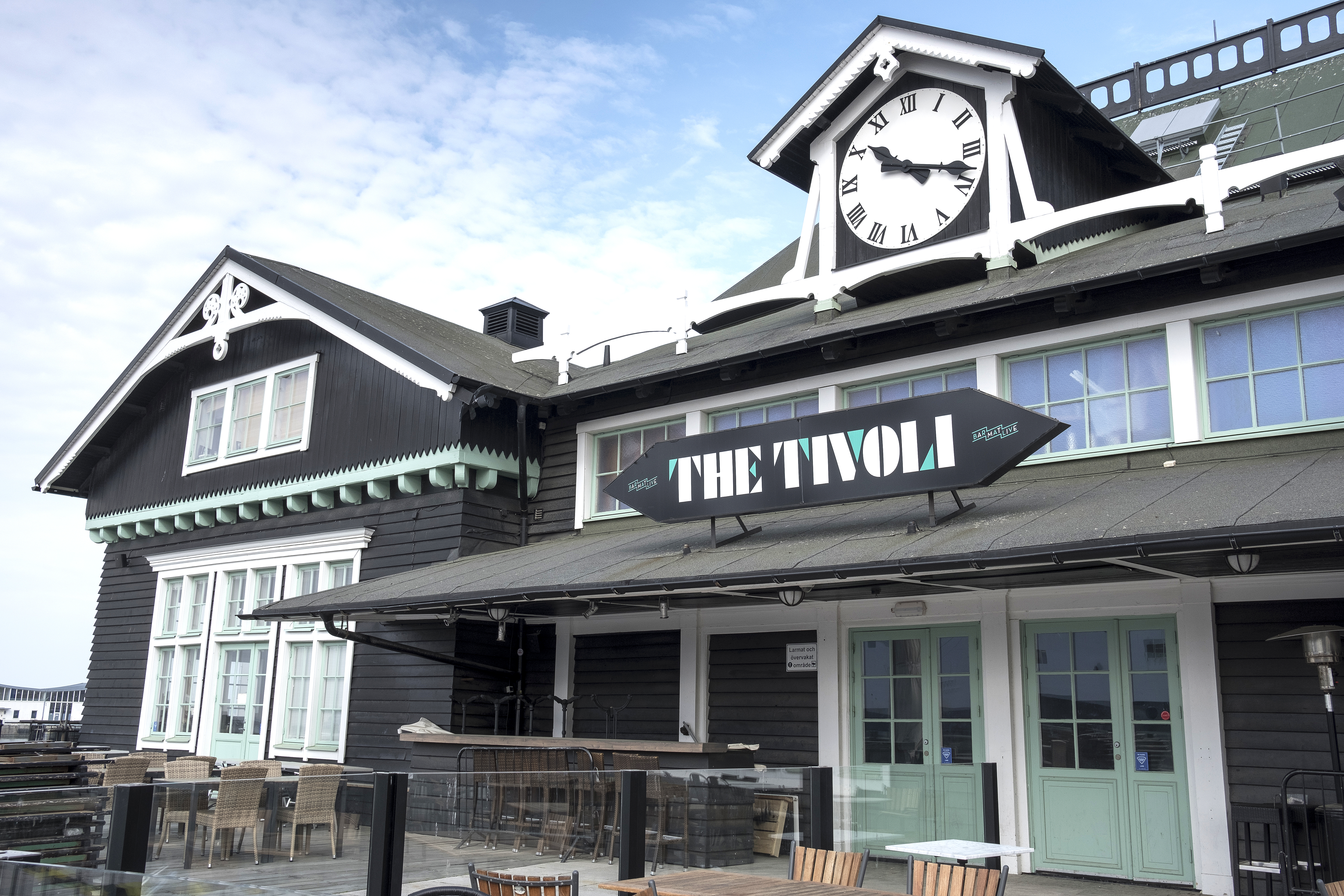
The Tivoli.

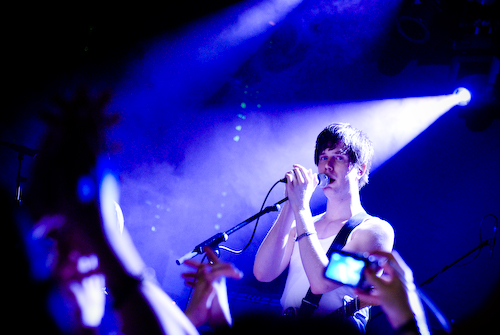
En konsert med Timo Räisinen på The Tivoli 2008.

The Tivoli är en nattklubb och ett konsertställe beläget i Ångfärjestationen på Hamntorget i Helsingborg där många stora svenska och utländska artister spelat.

## Verksamhet
Klubben arrangerar varje år ett flertal konserter med olika typer av artister. Vid riktigt stora konserter räcker inte klubben till och istället kan dessa hållas på Helsingborgs konserthus eller på Sofiero slott. The Tivoli anordnar även andra tillställningar, som bland annat musiktävlingarna Företagsrock och Popcorn, samt Stand-up comedy. Nattklubbsverksamheten hålls på lördagar och på fredagar arrangeras klubben Kingston.
Lokalerna består av flera olika dansgolv med tillhörande barer. I Tivolihallen ligger Stora golvet, som håller flest dansare och spelar soul, funk och hiphop. Tivolihallen hyser även Stora scenen där de flesta konserter hålls. Öster om Tivolihallen ligger Vinylbaren, som är inredd med inspiration från en amerikansk diner. I denna spelas för det mesta rock, punk och pop, även av äldre datum. Under dagtid erbjuder Vinylbaren servering med uteservering på den närliggande Uteverandan sommartid. I Allsångsbaren kan gästerna sjunga med i låtarna, vilka oftast består av schlagerlåtar eller svenska klassiker. På våningen ovanför Stora golvet finns Gräddhyllan med tillhörande bar och bakom Tivolihallen. I byggnadens nordöstra hörn, ligger Backstagebaren med Lilla scenen. Längst i väster ligger avdelningen Cirkus, som innehåller ännu en scen, Runda scenen, och en bar. Totalt har består lokalerna av sex barer, fyra scener och fyra dansgolv och kan hysa 1100 gäster.

## Historik och nutid
The Tivoli startades av konsert- och klubbarrangörerna Hans Jönsson och Joakim Olin och invigdes den 6 september 1996. Klubben hyrde in sig i lokaler i Ångfärjestationen, vars funktion som färjeterminal upphörde den 10 juni 1991, då färjetrafiken flyttades över till det nybyggda Helsingborgs centralstation, då benämnt som Knutpunkten. Klubben huserade i byggnadens östra del, i den del som utgjorde den ursprungliga Ångfärjestationen från 1898. I tillbyggnaden i väster från 1901 inhystes olika ungdomsverksamheter i Helsingborgs kommuns regi, främst Club 64 och Café Ångfärjan. Under 2000-talets första decennium renoverades främst Vinylbaren i samband med att en restaurangtillbyggnad från 1970-talet revs och ersattes med en veranda. När ungdomsverksamheten i tillbyggnaden lades ner tog The Tivoli över lokalerna och i februari 2009 invigdes där den nya klubben Cirkus.
Området norr om Ångfärjestationen låg sedan färjeterminalen upphörde outnyttjade och användes som parkeringsplats. På grund av platsens centrala läge i staden uppkom 2004 tankar på att uppföra ett kongresscenter på tomten. De första planerna för området innebar att Ångfärjestationen skulle komma att flyttas och Fredriksdals friluftsmuseum föreslogs bland annat som en ny plats. De befintliga verksamheterna i byggnaden tänkte man skulle vara kvar i området, men i andra lokaler. Planerna möttes däremot av protester bland befolkningen och bland annat startades en webbplats med en namninsamling för att bevara The Tivoli i Ångfärjestationen. Till följd av detta ändrades planerna och i ett nytt förslag skulle Ångfärjestationen bevaras, minst i sitt uruppförande, men fick flyttas inom tomten. En tävling om utformningen av kongressanläggningen utlystes under våren 2009.
Det vinnande förslaget i tävlingen presenterades den 27 januari 2010. Förslaget, med namnet "Saltkristallerna" av det danska arkitektkontoret Schmidt/Hammer/Lassen i samarbete med Sweco Architects, skulle innebära en flytt av Ångfärjestationen till en utfyllnad i hamnen på motsatt sida av Hamntorget samt att tillbyggnaden från 1901 skulle rivas. Förslaget väckte stor oro hos The Tivolis ägare, dels på grund av att byggnaden skulle flyttas, vilket skulle ge ett avbrott i verksamheten, och dels på grund av att tillbyggnaden som hyser klubben Cirkus, som kostat 2,5 miljoner att renovera, skulle rivas. Flera protester uppkom också på andra håll. En Facebook-grupp med namnet "Bevara vårt The Tivoli – Låt Ångfärjestationen stå kvar!" hade i februari samlat 12 000 medlemmar. När kommunfullmäktige skulle behandla frågan den 25 februari samlades runt 500 personer för att protestera utanför rådhuset. Beslutet klubbades trots det igenom med stor majoritet. Under våren och sommaren samlade bland annat deltagare från Facebook-gruppen in namn för att försöka driva ett krav på folkomröstning i frågan. Det antal namn som krävdes då var 5050. Denna namninsamling innehöll hundratals ogiltiga namnunderskrifter och blev underkänd.
Den 28 januari 2011 inleddes en ny namninsamling i syfte att driva ett krav på folkomröstning i frågan. Denna gång drevs och sköttes namninsamlingen av Miljöpartiet de gröna i Helsingborg. Det antal namn som enligt lagkrav behövdes samlas in under en sexmånadersperiod uppgick nu till strax över 10 000 namn. Efter sex månaders namninsamlande lämnades nära 15 000 namn in till Helsingborgs stad av Miljöpartiet de gröna som därmed lyckades skaffa sig en god marginal utöver det som krävdes.
Parallellt med namninsamlingen pågick processen med godkännandet av detaljplanen för bygget Saltkristallerna, senare benämnt SeaU. Detaljplanen hade röstats igenom i Helsingborgs stads kommunfullmäktige den 18 maj. Länsstyrelsen var dock starkt kritiska och när de kom med sitt slutgiltiga uttalande om detaljplanen 9 augusti stod det klart att deras sedan tidigare kritiska synpunkter var oförändrade. De beslutade därför att upphäva detaljplanen bland annat med motiveringarna att den planerade bebyggelsen avvek för kraftigt mot byggnadstraditionen på platsen samt skadade riksintresset på platsen.
Kombinationen av folkopinionen och Länsstyrelsens kritik fick så småningom Socialdemokraterna att backa och dra sig ur uppgörelsen med den styrande borgerliga Treklövern i Helsingborgs stad. Ägarna till The Tivoli kunde därmed pusta ut lagom till sitt 15-årsjubileum.
Länsstyrelsens beslut att upphäva detaljplanen har dock överklagades till regeringsnivå av de styrande i kommunen.
14 mars 2016 genomfördes flytten av stationen och tog cirka 40 minuter.